# 시마다마게

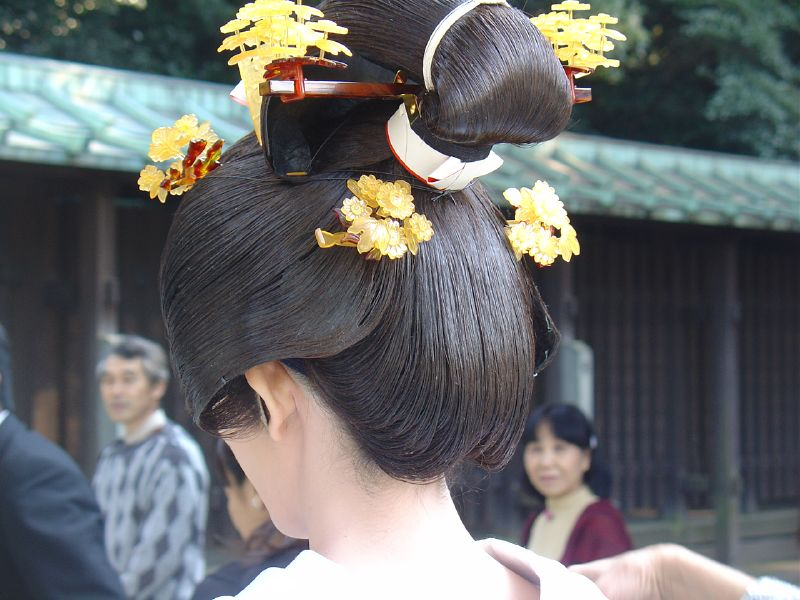

시마다마게(일본어: 島田髷)는 일본 여성의 전통 머리 모양 중의 하나로, 주로 미혼 여성이 한다.